# مارينا آند ذا دايموندز
مارينا لامبريني ديامانديس (باليونانية: Μαρίνα-Λαμπρινή Διαμαντή)، المعروفة باسم الشهرة مارينا آند ذا دايموندز (Marina and the Diamonds)، أو فقط مارينا (MARINA). هي مغنية وكاتبة أغاني ويلزيَّة من مواليد 10 أكتوبر 1985. ولدت في برينماور ونشأت في أبيرجافيني. اشتهرت بعد حصولها في عام 2010 على المركز الثاني في تصويت بي بي سي المعروف بـ«ساوند أوف...».
أصدرت ديامانديس أول ألبوم لها ذا فاميلي جويلز، الذي احتل المركز الخامس في المملكة المتحدة. تضمن الألبوم أغنية «هوليود» التي حصلت علي المركز الثاني عشر في تصنيف المملكة المتحدة للأغاني المنفردة.
تصدرت ديامانديس لائحة الألبومات الأعلي مبيعاً في المملكة المتحدة مع ألبومها الاستديو الثاني إلكترا هارت الذي تم اصدارة في عام 2012. تحدث الألبوم عن شخصية باسم «إلكترا هارت» الفتها ديامانديس لنفسها وتقمصت شخصيتها في الألبوم. وعلى الرغم من أن الألبوم قد أصبح رقم 1 في المملكة المتحدة الا إن فكرة «إلكترا هارت» لاقت ردود افعال إيجابية أكثر في الولايات المتحدة. صدر ألبوم ديامانديس الثالث فروت في عام 2015، والذي وصل أفضل 10 أغاني في تصنيف بيلبورد 200 في الولايات المتحدة، حيث احتل المركز الثامن.
بحلول عام 2018، أعلنت ديامانديس عبر موقع تويتر أنها سوف تستبعد «آند ذا دايموندز» من اسمها ليصبح فقط «مارينا» (Marina). وفي 26 أبريل 2019، أصدرت ديامانديس ألبومها الرابع «لوف + فير» تحت اسمها الجديد «مارينا».

## النشأة
وُلدت مارينا لامبريني ديامانديس في العاشر من أغسطس 1985 في برينماور، لأب يوناني وأم ويلزيه، ونشأت في أبيرجافيني. انفصل والديها عندما كانت في الرابعة من عمرها. فبقيت مارينا مع والدتها وأختها الكبرى، بينما عاد والدها إلى اليونان. ولكنه بقي يزور من حين إلى آخر. وصفت مارينا طفولتها بأنها عادية وبسيطة وهادئة.
في طفولتها، التحقت ديامانديس بمدرسة محلية للفتيات، حيث قالت إنها وجدت موهبتها هناك. لكنها لم تشعر بالانتماء مقارنة بالفتيات الأخريات بالمدرسة لكونها «من عائلة محدودة الدخل». في السادسة عشر من عمرها انتقلت مارينا الي اليونان للعيش مع والدها وتعلم اللغة. كما كانت تغني الاغاني الشعبية اليونانية مع جدتها.

## مجموعة الألبومات
- ذا فاميلي جويلز (2010)
- إلكترا هارت (2012)
- فروت (2015)
- لوف + فير (2019)
- إنشنت دريمز إن مودرن-لاند (2021)
- أميرة القوة (2025)

## روابط خارجية
- مارينا آند ذا دايموندز على موقع IMDb (الإنجليزية)
- مارينا آند ذا دايموندز على موقع ميوزك برينز (الإنجليزية)
- مارينا آند ذا دايموندز على موقع أول ميوزيك (الإنجليزية)
- مارينا آند ذا دايموندز على موقع أول ميوزيك (الإنجليزية)
- مارينا آند ذا دايموندز على موقع أول ميوزيك (الإنجليزية)
- مارينا آند ذا دايموندز على موقع ديسكوغز (الإنجليزية)
- مارينا آند ذا دايموندز على موقع ديسكوغز (الإنجليزية)
- مارينا آند ذا دايموندز على موقع ديسكوغز (الإنجليزية)
- مارينا آند ذا دايموندز على موقع قاعدة بيانات الفيلم (الإنجليزية)